# Список знаменосцев Багамских Островов на Олимпийских играх
Это список знаменосцев, которые представляли Багамские Острова на Олимпийских играх.
Знаменосцы несут национальный флаг своей страны на церемонии открытия Олимпийских игр.
| #  | Год, Место           | Сезон | Имя Фамилия             | Вид спорта      |
| -- | -------------------- | ----- | ----------------------- | --------------- |
| 1  | 1972, Мюнхен         | Лето  | Майк Сандс              | Лёгкая атлетика |
| 2  | 1976, Монреаль       | Лето  | Майк Сандс              | Лёгкая атлетика |
| 3  | 1984, Лос-Анджелес   | Лето  | Брад Купер              | Лёгкая атлетика |
| 4  | 1988, Сеул           | Лето  | Дурвард Ноулз           | Парусный спорт  |
| 5  | 1996, Атланта        | Лето  | Франк Рутерфорд         | Лёгкая атлетика |
| 6  | 2000, Сидней         | Лето  | Паулина Дэвис-Томпсон   | Лёгкая атлетика |
| 7  | 2004, Афины          | Лето  | Дебби Фергюсон-Маккензи | Лёгкая атлетика |
| 8  | 2008, Пекин          | Лето  | Дебби Фергюсон-Маккензи | Лёгкая атлетика |
| 9  | 2012, Лондон         | Лето  | Крис Браун              | Лёгкая атлетика |
| 10 | 2016, Рио-де-Жанейро | Лето  | Шона Миллер-Уйбо        | Лёгкая атлетика |
| 11 | 2020, Токио          | Лето  | Джоанна Эванс           | Плавание        |
| 11 | 2020, Токио          | Лето  | Дональд Томас           | Лёгкая атлетика |